# Simalurius palawanensis
Simalurius palawanensis is een hooiwagen uit de familie Assamiidae.